# Direction de l'enseignement militaire supérieur
 (avril 2019).
Si vous disposez d'ouvrages ou d'articles de référence ou si vous connaissez des sites web de qualité traitant du thème abordé ici, merci de compléter l'article en donnant les références utiles à sa vérifiabilité et en les liant à la section « Notes et références ».

La Direction de l'enseignement militaire supérieur (DEMS) est l'un des opérateurs de formation essentiel au sein du Ministère des Armées en charge d'une partie de l'enseignement militaire supérieur. Situé à l'École militaire (France), son directeur est actuellement le général de corps d'armée Benoit Durieux. 
La DEMS a été créée par arrêté du 4 mars 2009 et relève du Chef d'État-Major des armées (France). La mission principale de l'organisation est de préparer les officiers supérieurs des forces armées françaises à exercer des responsabilités d'état-major, de commandement dans tout poste où s'élabore et s'exécute la politique de Défense et de sécurité. 
Le directeur de la DEMS est également responsable de l'Institut des hautes études de Défense nationale. Le Centre des hautes études militaires (CHEM), l'École de guerre (EDG) et le Centre de documentation de l'École militaire (CDEM) relèvent de la DEMS.
La DEMS est membre de la conférence des commandants des collèges de Défense des pays de l'Organisation du traité de l'Atlantique nord. De plus, le directeur adjoint de la DEMS est le secrétaire permanent du Collège 5+5 Défense et contribue, par l'intermédiaire de ses trois entités, au rayonnement de l'enseignement militaire supérieur français. 

## Missions
La Direction de l'enseignement militaire supérieur a pour mission de: 
- proposer au Chef d'État-Major des armées (France) l'orientation de la politique de l'École militaire supérieure (EMS) et les conditions de mise en œuvre.
- veiller à la cohérence des projets pédagogiques entre les différents niveaux de l'EMS et à celle des parcours de formation.
- soumettre aux instances chargées de superviser l'EMS des recommandations de nature à garantir sa cohérence d'ensemble.
- l'École de guerre (EDG) et le Centre des hautes études militaires (CHEM) ont pour objectif de préparer les officiers supérieurs à exercer des responsabilités dans les plus hautes sphères de l'armée française.
- contribuer au développement et au rayonnement des études et de la recherche en matière de défense et de sécurité nationale.
- constituer, entretenir et mettre à la disposition des chercheurs et des étudiants un fonds documentaire de référence sur les plans national et international dans les domaines de la défense et de la sécurité nationale.